# سرعین
سرعین یکی از شهرهای گردشگری استان اردبیل است. این شهر به علت چشمه‌های آبگرم معدنی شهرت دارد و یکی از مناطق تفریحی و گردشگری زیبا در استان اردبیل است.
جلوه‌های زیبای مناطق نو ساخت را می‌توان در این شهر به وضوح دید. یکی از جاذبه‌های این شهر در فصل تابستان آب هوای بسیار خنکی در شهرهای مشگین‌شهر، سرعین، اردبیل است که در وسط تابستان می‌توان دمای هوای زیر ۱۵درجه ای را تجربه کرد. یکی از نکات با اهمیت در سرعین، مدیریت بهره‌برداری مجتمع تجاری، آب درمانی و … است که باعث شده به خصوص در زمستان شهر توریستی سرعین، مقصد هزاران گردشگر خارجی و ایرانی شده و مسافران معنای واقعی لذت طبیعت زمستانه کوه سبلان را با گرمای آبگرم معدنی گاومیش گلی را تجربه می‌کنند.
شهر نیر در غرب سرعین، شهر اردبیل در شرق سرعین و شهر مشگین‌شهر در شمال سرعین قرار دارد.

## جغرافیا
شهر سرعین در ۰۴/۴۸ درجه طول شرقی و ۰۹/۳۸ درجه عرض شمالی با مساحتی بیش از ۱۲۸۰۰۰۰ متر مربع در ۲۸ کیلومتری غرب شهر اردبیل قرار دارد. ارتفاع متوسط شهر از سطح دریا ۱۶۵۰ متر می‌باشد.

## وجه تسمیه سرعین
سرعین در فرهنگ لغات عربی به معنی سرچشمه می‌باشد. در ادوار گذشته از این منطقه به نام‌های ساری قیه، سرائین یادکرد می‌شده است.

## جمعیت
بر پایه سرشماری عمومی نفوس و مسکن در سال ۱۳۹۵ جمعیت این شهر ۵٬۴۵۹ نفر (در ۱٬۵۸۲ خانوار) بوده است.

## جاذبه‌های تفریحی و گردشگری و ورزشی و توریستی سرعین
سرعین به جهت داشتن چشمه‌های آب گرم و استخرهای آبدرمانی متعدد معروف است و همه ساله در فصل تابستان پذیرای ایرانگردان و جهانگردان فراوانی است. در این شهرحدود ۲۵۰ هتل، هتل آپارتمان و مهمانسرا وجود دارد.
- پل معلق سه طبقه ای ورگه سران - اوجور سرعین
- جاده نگین کمربندی گردشگری سبلان اردبیل سرعین مشکین شهر
- تپه باستانی آناهیتا سرعین
- روستای تاریخی آتشگاه سرعین
- جاده سلامت سرعین
- پیست اسکی اوجور
- دره گلستان (دره آلوارس) سرعین
- آبشار گرگر آلوارس
- دهکده صخره ای باستانی ویند کلخوران سرعین
- روستای گردشگری بیله درق (ویلا دره) سرعین

### سایر جاذبه‌های گردشگری
آبشار گورگور
یکی دیگر از جاذبه‌های سرعین آبشار گورگور می‌باشد که ۱۰ تا ۱۵ کیلومتر از شهر سرعین فاصله دارد.
روستای تاریخی کنزق 

نمایی از روستای بیله درق در نزدیکی شهر سرعین

در ۲ کیلومتری شرق شهر سرعین روستای تاریخی به نام کنزق وجود دارد.
دراین روستا دره‌های متعددی وجود دارد که نام معروف‌ترین آن‌ها ساری دره (دره زرد) است. این دره دارای تعدادی چشمه طبیعی بوده و با درختان گلابی و گیاه گیلیدیک و آب روانی که از میان دره می‌گذرد، امروزه تفرجگاه خیلی از مسافران این منطقه شده است. دربالا دست این دره تپه‌ای به نام (حسین تپه سی) وجود دارد که در آن غارهای متعددی است که این غارها مانند شهری در زیر کوه قرار گرفته‌اند. از این غارها اشیاء تاریخی متعددی یافت شده که مبین قدمت تاریخی این تپه‌ها و آثار زندگی در دوره‌های بسیار دور می‌باشد.
پیست‌اسکی آلوارس

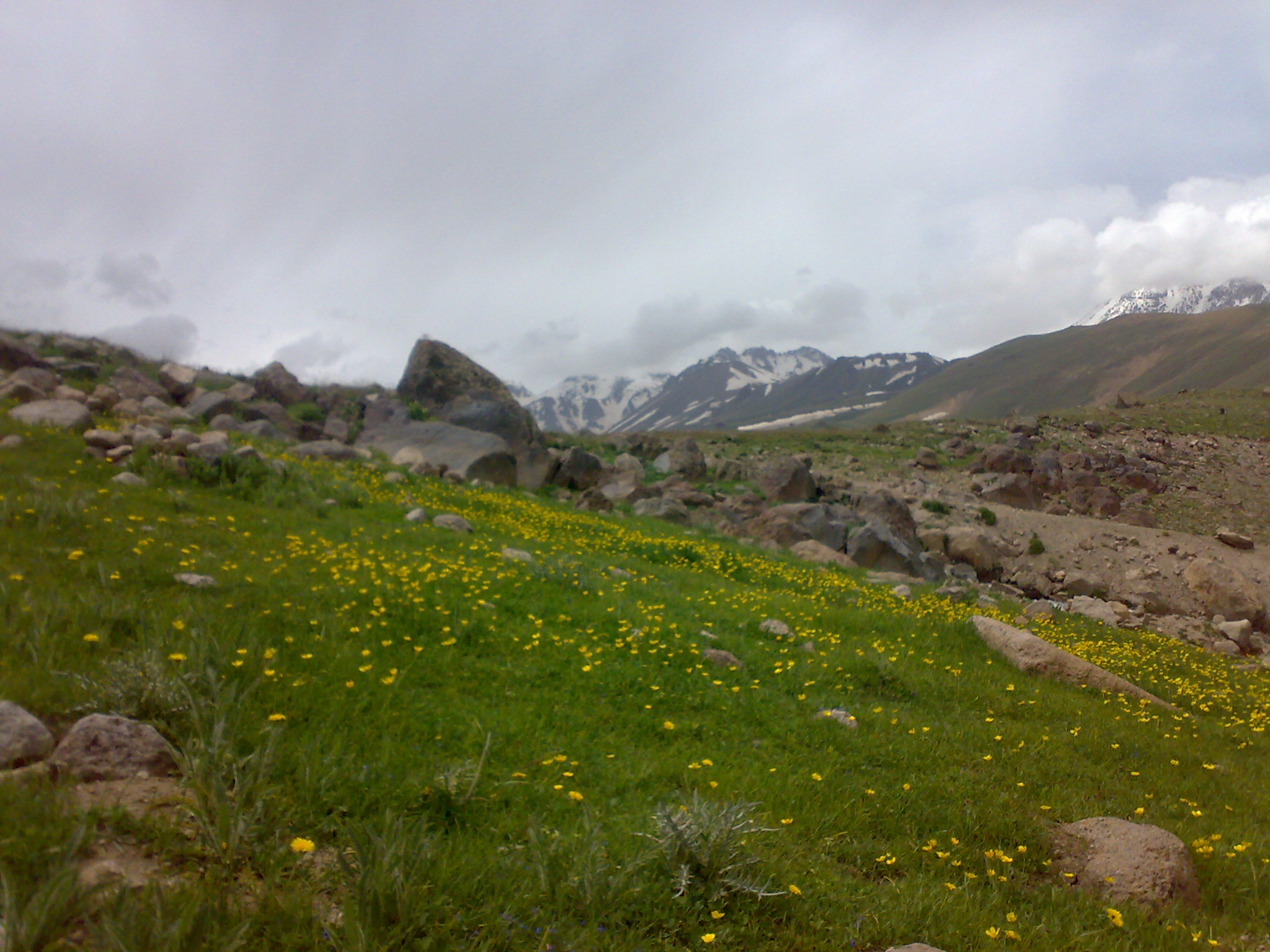
دامنه‌های کوه سبلان در نزدیکی روستای الوارس

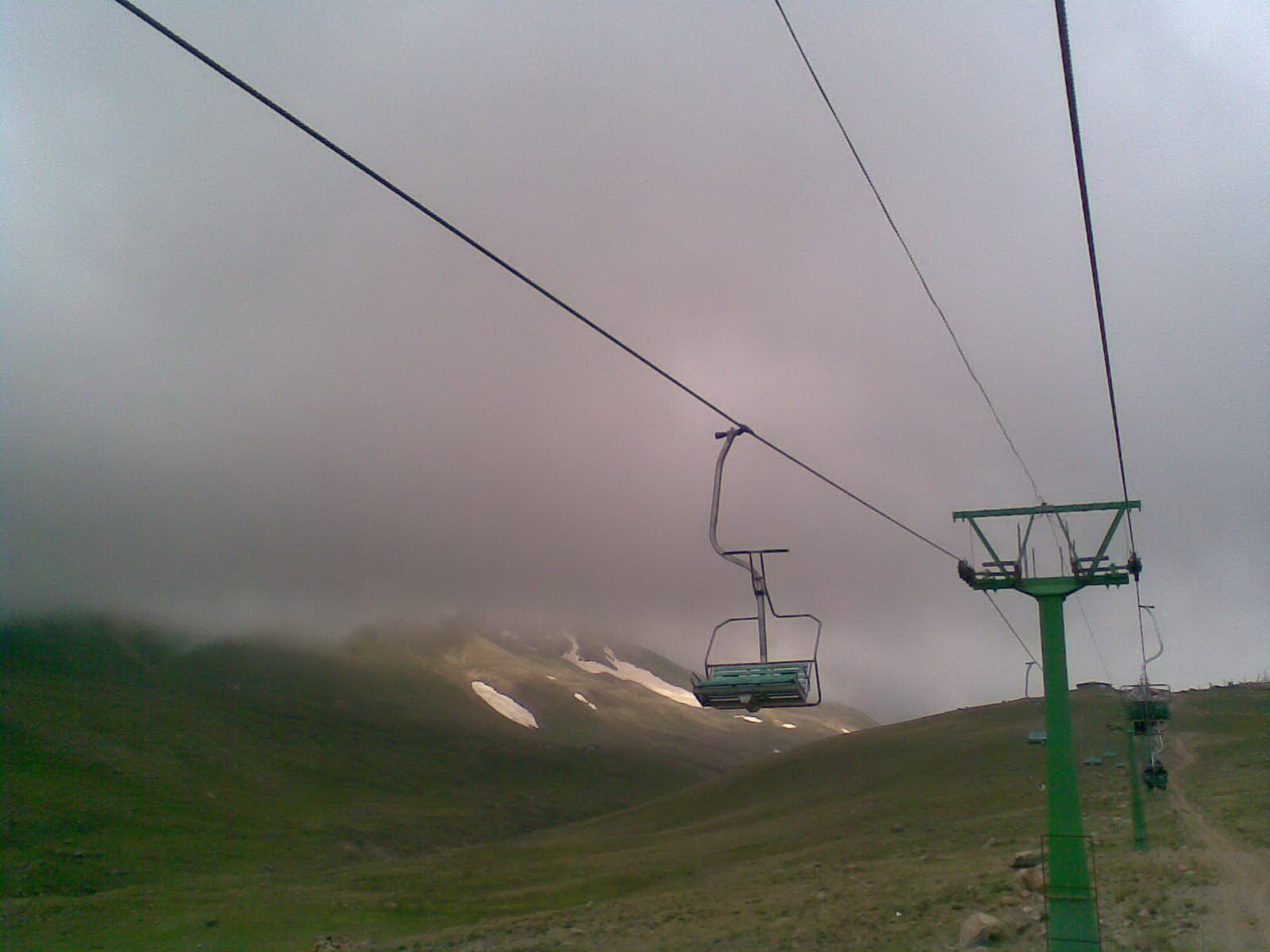
تله کابین آلوارس، اردبیل

پیست اسکی آلوارس در دامنه‌های سبلان واقع شده است که بزرگ‌ترین پیست اسکی از لحاظ وسعت در ایران می‌باشد. این پیست اسکی در فاصله ۱۲ کیلومتری روستای الوارس و ۲۴ کیلومتری سرعین قرار گرفته است و از آنجائی که پیست فوق در ارتفاع ۳۲۰۰ متری از سطح دریا قرار دارد به سبب بارندگی برف فراوان در طول پائیز و زمستان و به جهت دیر ذوب شدن برفهای این منطقه می‌تواند در حدود شش الی هشت ماه از سال مورد استفاده قرار گیرد که از این لحاظ در کشور در رتبه اول است.

## راه‌های ارتباطی و لقب‌ها
- اتوبان سرعین

اتوبان دو بانده از طرف اردبیل مسیر راحت و ویژه‌ای را جهت تأمین امنیت مسافران فراهم آورده است.
- راه‌آهن اردبیل

این راه‌آهن که از نظر جغرافیایی از جنوب با گیلان و استان زنجان و از غرب با آذربایجان شرقی و از شمال با کشور آذربایجان در ارتباط خواهد بود می‌تواند پتانسیل ارتباطی و حمل و نقل ریلی بسیار خوبی را در سطح استان پدیدآورد و برای شهر توریستی سرعین که گردشگران خود بیافزاید. که سالها پیش استارت احداث آن زده شده وای تأخیر بسیار قرار است سال ۱۴۰۰ شمسی به بهره‌برداری برسد. اما بعلت بودجه ناکافی درسال‌های ۱۴۰۳ یا ۱۴۱۰ شمسی به بهره‌برداری می‌رسد.
- فرودگاه بین‌المللی اردبیل
- جاده‌های روستایی

### نام‌های دیگر و پیشین سرعین
- نام‌های دیگر شهر و شهرستان سرعین:

سبلان، زیباشهر، جهانشهر، آبگرمآباده، آبگرمیه، تسغوک، بازاردوز، قفقازیه، سوزان کوه، سردرود، گنجشهر، گنجلو، گنجلی، سالیانشهر، جلفان، خلفان، دلفان، دلتان، دلقان، دلپان، دلبان، دلنان، دلثان، جلتان، جلقان، جلنان، جلپان، جلبان، جلثان، شروان، شیروان، سروان، سیروان، کنگرشهر، کنگرلی، کنگرلو،
- نام‌های پیشین شهر و شهرستان سرعین:

سرهین، سرشین، سرضین، سرثین، سرفین، سرقین، سرغین، سرصین، سرسین، سرژین، سرزین، سررین، سرئین، سرائین، سراهین، سراشین، سراضین، سراثین، سرافین، سراغین، سراقین، سراصین سراسین، سراژین، سرازین، سرارین، سراعین، ساری قیه، یانار داغ، سارتاویل، اورتاسابئل،

### لقب‌های شهر و استان اردبیل
- لقب‌های شهر و استان اردبیل: استان گردشگری اردبیل و شهر گردشگری اردبیل و پایتخت حسینی و پایتخت شور و شعور حسینی و شهر دیار عاشقان اهل بیت علیهم السلام و شهر دیار عاشقان حضرت ابوالفضل عباس علیه السلام و شهر دیار عاشقان قمر بنی هاشم علیه السلام و شهر دیار عاشقان باب حوائج علیه السلام و شهر دیار عاشقان اباعبدالله الحسین علیه السلام و شهر دیار شیفتگان اهل بیت و شهر دیار محبان اهل بیت و شهر دیار دیوانگان اهل بیت و شهر دلسوختگان اهل بیت و شهر اول آخر کربلا و پایتخت حسینیت جهان و پایتخت شیعیان و به منطقه نمونه گردشگری سلامت جهانی و به شهرهای چشمه‌های معدنی و آب گرم و پایتخت گردشگری جهان و شهر تاریخی و شهر سبلان و شهر پاکیزگی و شهر گل‌ها و شهر طبیعت و شهر زندگی و شهر بهشتی و شهر آب و بهشت آرتاویل و بهشت آب درمانی و سلطان طبیعت و سلطان ساوالان و ام الهیات و دارالارشاد و دارالملک و دارالعرفان دارالامان و دارالاسلام و دارالسلام و دارالزیارت و دارالبلدیه و دارالاماره و دارالسلطنه و دارالعزالدین و دارالفنون و دارالمقدس و دارالروم و دارالمشروطه و دارالزیبا و دارالمبارکه و دارالنشاط و دارالحفاظ و دارالسیاده و دارالفیض و دارالشکر و دارالشرف و دارالضیافه و دارالسعاده و دارالسرور و دارالعزه و دارالذکر و دارالزهد و دارالعباده و دارالاخلاص و دارالولایه و دارالاجابه و دارالهدایه و دارالرحمه و دارالحکمه و دارالهجه و دارالمرهمه و دارالکرامه و داراالقرآن و دارالسعادت و دارعالیه و کلانشهر اردبیل

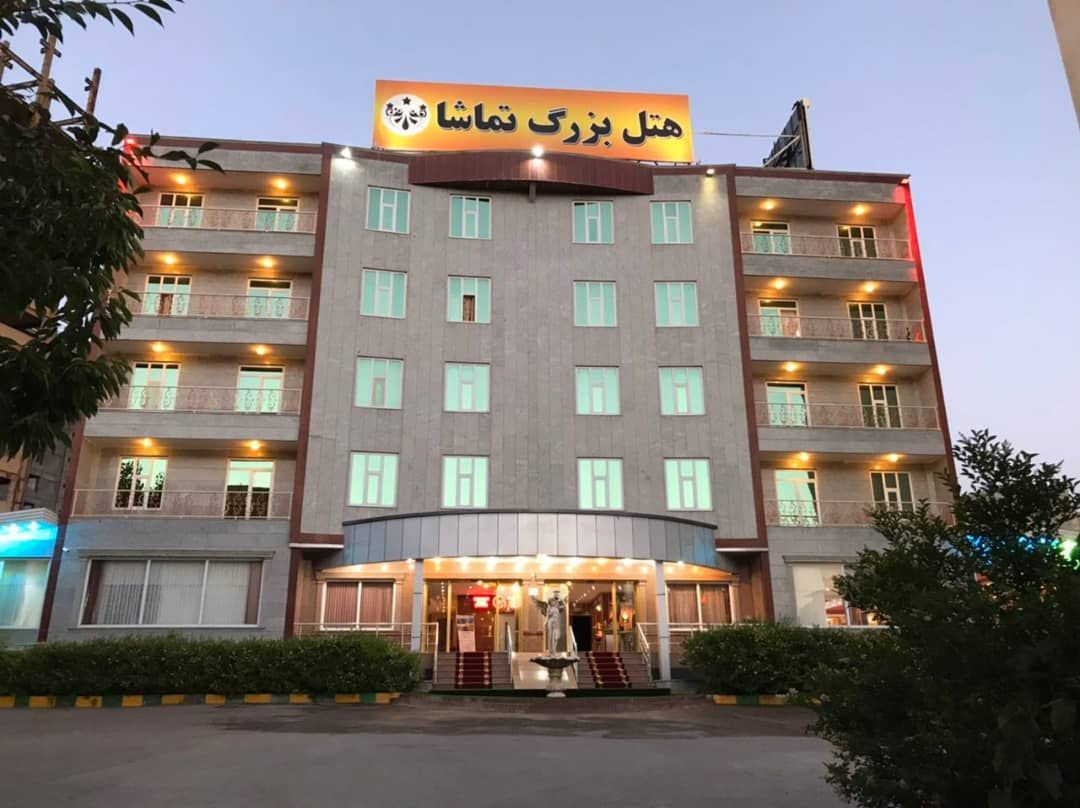
هتل بزرگ تماشا Grand Tamasha Hotel